# دیلارا بوزان
دیلارا بوزان (به انگلیسی: Dilara Bozan؛ متولد ۲۸ مارس ۱۹۹۷) کاراته‌کای اهل ترکیه است. وی در بازی‌های اروپایی ۲۰۱۵ که در باکو، آذربایجان برگزار شد، در مسابقات کاتای زنان موفق به کسب مدال برنز شد.